# Les Twist
Les Twist (Round the Twist) est une série télévisée australienne en 52 épisodes de 23 minutes, créée d'après les histoires de Paul Jennings et diffusée entre le 4 mai 1989 et le 2 mai 2001 sur le réseau ABC.
En France, la série a été diffusée à partir du 20 mars 1991 dans l'émission Giga sur Antenne 2.

Rediffusion à partir du 20 décembre 1995 dans l'émission Couleur Maureen.

## Synopsis
Un père et ses trois enfants, Linda, Pete et Bronson, vivent dans un phare sur la pluvieuse côte australienne. Ils sont confrontés à leur sinistre voisin, M. Gribble, et à leur maître d'école, M. Snapper, mais surtout au fantastique et au surnaturel le plus loufoque.

## Distribution
- Joelene Crnognorac : Linda Twist (1993)
- Ben Thomas : Pete Twist (1993)
- Jeffrey Walker : Bronson Twist (1993)
- Richard Moir : M. Twist (1990 et 1993)
- Bunny Brooke : Nell (1990 et 1993)
- Esben Storm : M. Snapper
- Robyn Gibbes : Miss James (1993)
- Mark Mitchell : Harold Gribble (1993 et 2000-2001)

## Fiche technique
- Producteur, Sydney : Australian Film Finance Corporation Limited, 1993
- Scénarios : Paul Jennings, Esben Storm
- Réalisation : Steve Jodrell, Mark Lewis, Esben Storm, David Swann
- Chanson interprétée par Tamsin West

## Épisodes

### Saison 1
"Skeleton on the Dunny"
"Birdsdo"
"A Good Tip for Ghosts"
"The Cabbage Patch Fib"
"Spaghetti Pig Out"
"The Gum Leaf War"
"Santa Claws"
"Wunderpants"
"Lucky Lips"
"Know All"
"The Copy"
"Without My Pants"
"Lighthouse Blues"

### Saison 2
"Second Time Around"
"Copy Cat"
"Little Squirt"
"Pink Bow Tie"
"Nails"
"Sloppy Jalopy"
"Smelly Feet"
"Grandad's Gift"
"Ice Maiden"
"Yuckles"
"Quivering Heap"
"Little Black Balls"
"Seeing The Light"

### Saison 3
"The Big Burp"
"Viking Book of Love"
"Whirling Derfish"
"UMI"
"Truth Hits Everybody"
"The Nirandathal Beast"
"Mail-Boo"
"Brainless"
"Toy Love"
"Tears of Innocence"
"The Ice Cream Man Cometh"
"If the Walls Could Talk"
"The Big Rock"

### Saison 4
"Welcome Back"
"Monster Under the Bed"
"Linda Godiva"
"Dog by Night"
"TV or Not TV"
"Face the Fear"
"Hair Brain"
"Princess and the Pete"
"Bird Boy"
"The Shadow Player"
"Radio Da Da"
"Skunkman"
"The Isle of Dreams"